# Henryk Frist

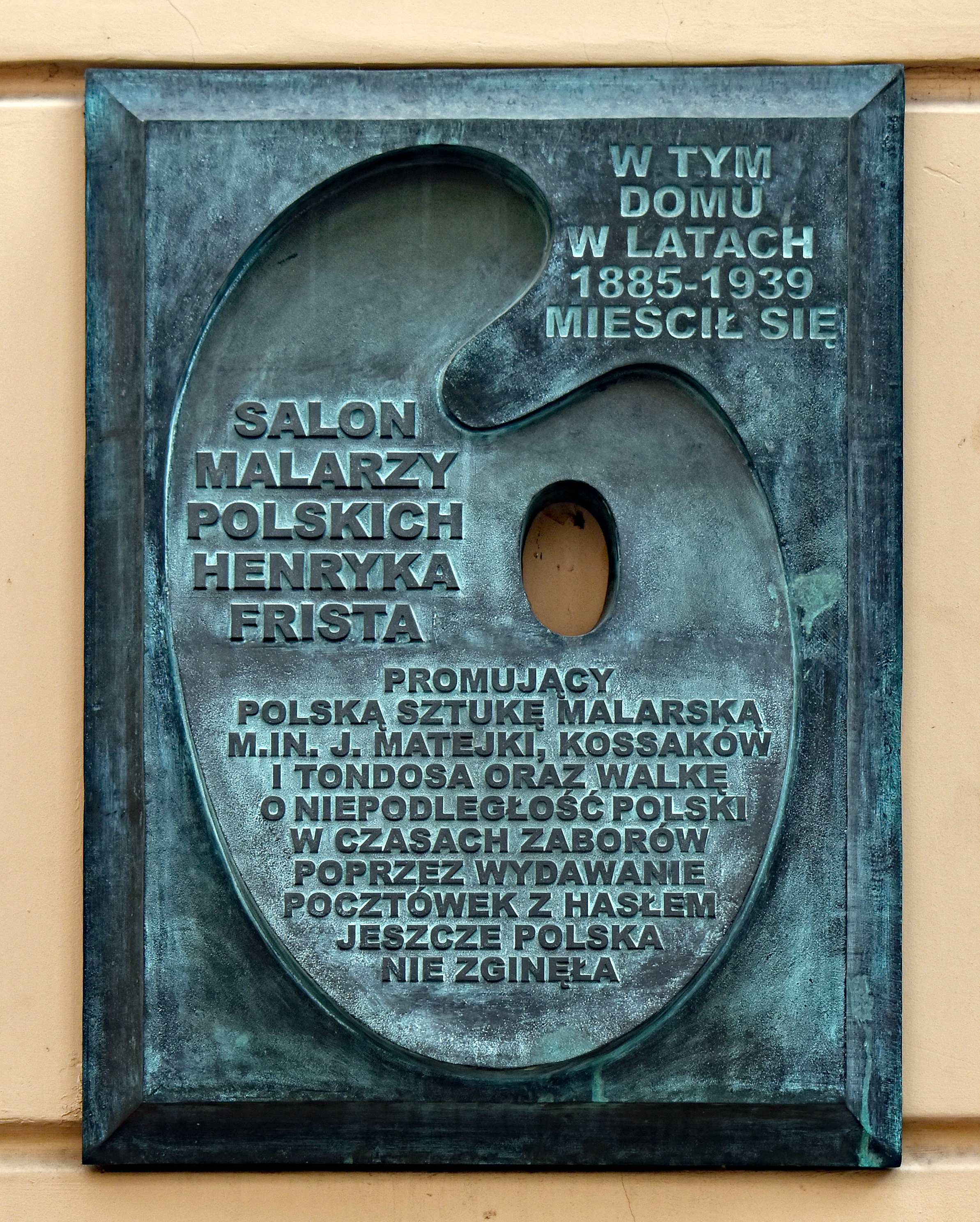
Tablica upamiętniająca Frista i Salon.
Kraków, ul Floriańska 37.

Henryk Frist (ur. 1855 w Tarnowie, zm. 11 grudnia 1921 w Krakowie) – żydowski kupiec, przedsiębiorca, wydawca.

## Życiorys
Urodził się w 1855 w Tarnowie. Stamtąd jego rodzina przeniosła się do Krakowa, gdzie w 1875 nabyła kamienicę przy ulicy Floriańskiej. Tam początkowo Henryk Frist handlował przyborami szkolnymi i ramami do obrazów. Potem zaangażował się w promowanie polskiej sztuki graficznej. Zajmował się drukiem i sprzedażą ilustrowanych pocztówek o charakterze artystycznym. W tym zakresie swoją działalność wprowadził na poziom pozwalający na konkurowanie z zagranicznymi wydawcami. Był znawcą malarstwa i rzeźby. Wydawał reprodukcje znanych dzieł malarskich, np. Wojciech Kossak: Przysięga Kościuszki, Jan Styka: Polonia, Jan Matejko: Polonia i Poczet królów polskich oraz albumy grawiurowe dzieł Jacka Malczewskiego, Jacek Malczewski: Zatruta studnia, Piotr Stachiewicz i Jan Pietrzycki: Pięć zmysłów, album Wawelu, album Krakowa, album Stanisława Tondosa. Według różnych wersji w 1882 lub w 1885 założył Salon Malarzy Polskich w Krakowie, działający przy ulicy Floriańskiej 37. Placówka była uważana za pierwszy w Polsce salon sztuki. W ramach tej działalności zajmował się wydawaniem pocztówek i widokówek przedstawiającymi reprodukcje dzieł malarskich, treści patriotyczne oraz pejzaże miast, a także handlem i wyceną dzieł sztuki oraz prowadzeniem księgarni. Był też kupcem.
Ożenił się z Gitlą (wzgl. Gusta), córką antykwariusza Jakuba Mendla Himmelblaua. Zmarł 11 grudnia 1921 w Krakowie. Następnego dnia odbył się jego pogrzeb.
Miał synów: Juliusza (prawnik), Józefa oraz innego (okulista). Juliusz i Józef Fristowie odziedziczyli po ojcu Salon Malarzy Polskich i zajmowali się reprodukcją dzieł graficznych prowadząc przedsiębiorstwo Akropol. Obaj ponieśli śmierć podczas II wojny światowej; Juliusz wraz z rodziną zamordowany przez Niemców, a Józef wraz z rodziną deportowany przez Sowietów na wschód zmarł na Syberii.
W 2018 w Krakowie ukazała się publikacja pt. Salon malarzy polskich Henryka Frista (1885-1939), przedstawiająca dorobek wydawniczy rodzinnego przedsiębiorstwa Fristów (autorzy książki: Aleksander B. Skotnicki i Marek Sosenko).